# Hiyō
El Hiyō (飛鷹 Halcón volador?) fue un portaaviones de la Armada Imperial Japonesa de la Clase Jun'yō compuesta por su gemelo, el Jun'yō.
El Hiyō fue el resultado de la transformación de transatlánticos de la Nippon Yusen Kaisha (Japan Mail Steamship Company-NYK): el Kashiwara Maru bautizado como Jun'yō, y el Izumo Maru quien fue renombrado Hiyō el 31 de julio de 1942. Fue botado con apenas dos días de diferencia respecto de su gemelo.

## Diseño de conversión
Estando en fase de construcción en 1940 en los astilleros de Kobe, el Idzumo Maru , un transatlántico de línea de la compañía Nippon Yusen Kaisha, (NYK) fue redestinado a ser convertido portaaviones en octubre de 1940. La planta propulsora la componían 4 calderas Kawasaki más dos turbinas Curtiss engranadas a dos ejes con hélices tetrapalas que le permitían una velocidad nominal de 24 nudos pero que en las pruebas de milla corrida era de 22 a 23 nudos lo que lo limitó inicialmente en operaciones de escuadra y operó junto a su gemelo en misiones solitarias de importancia secundaria hasta que los resultados de la Batalla de Midway hicieron que su rol fuera reconsiderado. 
Podía transportar tan solo 48 aparatos bajo cubierta.
Los extremos de la cubierta de vuelo eran en voladizo y en su parte popel alojaba lanchas de servicio y desembarco que eran dispuestos en el mar con un sistema de railes similar a la clase Soryu, de hecho fue considerado cercano en términos generales a esta clase.

## Historial
El Hiyō tuvo una corta vida operacional en comparación con su gemelo el Jun'yō. Participó en la Batalla de las Islas Santa Cruz y en el área de Truk principalmente.  Debido a su limitada velocidad, inicialmente participó en misiones secundarias de movimientos de tropas y abastecimiento junto a su gemelo.
Recibió daño de bombas que lo obligó a regresar a Kure para reparaciones al final de 1942. El 10 de junio de 1943, fue torpedeado por el USS Trigger con grave daño en su sala de máquinas, la tripulación logró controlar la inundación y fue remolcado por el crucero Isuzu a Tateyama y de allí logró llegar por su medios a Yokosuka para reparaciones.
El 20 de junio de 1944, estando en operaciones junto al Taihō durante la Batalla del Mar de las Filipinas,  fue bombardeado por aviones TBF Avenger provenientes del Belleau Wood. Sin embargo, en el Hiyō los daños no fueron considerados extremadamente graves, dos horas más tarde, presumiblemente torpedeado por un submarino desconocido; o lo más probable debido a una explosiva acumulación de gases (*) de combustible en espacios confinados y por errores en la ventilación, se produjo una gran explosión dos horas después del ataque que causó su hundimiento el 21 de junio de 1944.
(*)Nota: Cabe señalar que la Armada Imperial Japonesa usaba en ese periodo petróleo sin refinar proveniente de la Isla Tarakan, por tanto contenía una gran proporción de la fracción volátil (nafta de petróleo) que con temperaturas elevadas formaba atmósferas explosivas en ambiente confinado.